# 丹生湖
丹生湖は群馬県富岡市に所在する貯水池。丹生川に流れ込む小沢を堰堤でせき止めて作ったもので、湖面の標高は205m、水深は15m、面積21.8haである。貯水池としては歴史が古い方で、甘楽用水耕地整理組合主体で1935年に着工され、1952年に完成した。

## ひまわり畑
湖畔にはこだま農産物生産組合のひまわり会が遊休農地を活用して作ったひまわり畑がある。2008年から一般開放しているほか、ひまわり祭も開かれている。
畑にはおよそ2.5ヘクタールに約10万本のひまわりが咲き誇る。